# Contenda
Contenda este un oraș în Paraná (PR), Brazilia.